# Challenge of the GoBots
Os GoBots é uma série de desenho animado, produzida pela Hanna-Barbera. Estreou em 29 de outubro de 1984. A série começou como uma minissérie de cinco episódios e foi seguido por uma série de 60 episódios.
Assim como Transformers, GoBots era uma linha brinquedos da Tonka baseada em uma linha robôs japonesa, a Machine Robo da Popy (empresa do grupo Bandai).
Com a compra da Tonka pela Hasbro em 1991, GoBots tornou-se um universo paralelo de Transformers.

## História
A história é sobre dois grupos de robôs extraterrestres rivais que acabam aterrizando aqui, vindos do planeta GoboTron.

## Lista de episódios
nomes originais (em inglês)
1. Battle for Gobotron
2. Target Earth
3. Conquest of Earth
4. Earth Bound
5. The Final Conflict
6. It's the Thought that Counts
7. Renegade Alliance
8. Time Wars
9. Terror In Atlantis
10. Trident's Triple Threat
11. Lost on Gobotron
12. Cy-Kill's Shrinking Ray
13. The Quest for Rogue-Star
14. Ultra Zod
15. Sentinel
16. Cy-Kill's Cataclysmic Trap
17. Speed Is of the Essence
18. Genius and Son
19. Dawn World
20. Pacific Overtures
21. Forced Alliance
22. Invasion from the 21st Level (Part 1)
23. Invasion from the 21st Level (Part 2)
24. Doppelganger
25. Scooter Enhanced
26. Tarnished Image
27. Cold Spell
28. Crime Wave
29. Auto-madic
30. Renegade Rampage (Part 1)
31. Renegade Rampage (Part 2)
32. Search for the Ancient Gobonauts
33. Gameworld
34. Wolf in the Fold
35. Depth Charge
36. Transfer Point
37. Steamer's Defection
38. The GoBot Who Cried Renegade
39. The Seer
40. Whiz Kid
41. Ring of Fire
42. Cy-Kills Escape (Part 1 of 5)
43. Quest for the Creator (Part 2 of 5)
44. The Fall Of Gobotron (Part 3 of 5)
45. Flight To Earth (Part 4 of 5)
46. Return To Gobotron (Part 5 of 5)
47. Destroy All Guardians
48. Escape from Elba
49. Fitor to the Finish
50. Clutch of Doom
51. The Third Column
52. A New Suit for Leader-1
53. Renegade Carnival
54. The Gift
55. Nova Beam
56. The Last Magic
57. Braxis Gone Bonkers
58. Inside Job
59. Element of Danger
60. Mission GoBotron
61. Et Tu Cy-Kill?
62. The GoBots that Time Forgot
63. The Secret of Halley's Comet
64. Guardian Academy
65. Quest for New Earth

## Dubladores

### Nos Estados Unidos
- René Auberjonois - Dr. Braxis
- Arthur Burghardt - Cop-Tur, Talc, Turbo
- Ken Campbell - Van Guard
- Philip L. Clarke - Dr. Go, Tork
- Peter Cullen - Pincher, Spoiler, Tank
- Bernard Erhard - Cy-Kill
- Richard Gautier - Claws
- Bob Holt - Cop-Tur (1984–1986)
- Marilyn Lightstone - Crasher, Path Finder
- Sparky Marcus - Nick Burns
- Brock Peters - General Newcastle
- Lou Richards - Leader-1
- Leslie Speights - A.J.
- B.J. Ward - Small Foot
- Kelly Ward - Fitor
- Kirby Ward - Heat Seeker
- Frank Welker - Blaster, Rest-Q, Scooter, Zeemon

### No Brasil
- José Santa Cruz - Dr. Braxis
- Luis Feier Mota - Leader-1
- Sílvio Navas - Cy-Kill
- Garcia Neto - Turbo
- Mário Jorge - Scooter
- Roberto Macêdo - Pincher
- Antônio Patiño - Cop-Tur
- André Luiz - Blaster
- Ilka Pinheiro - Crasher